# 二氧化镨
二氧化镨是一种无机化合物，化学式为PrO2。

## 制备
二氧化镨可以通过在水中煮沸Pr6O11或用浓乙酸与之作用得到：
Pr6O11 + 3 H2O → 4 PrO2 + 2 Pr(OH)3

## 化学性质
二氧化镨依据制备方法的不同，在320或360℃开始分解，放出氧气。